# Włodzimierz Kula
Włodzimierz Stanisław Kula (ur. 11 lipca 1966 w Łasku) – polski polityk, poseł na Sejm, samorządowiec.

## Życiorys
Ukończył studia socjologiczne na Katolickim Uniwersytecie Lubelskim oraz studia podyplomowe m.in. z zakresu samorządu terytorialnego i rozwoju lokalnego na Uniwersytecie Warszawskim. Pracował w BOT KWB Bełchatów jako kierownik wydziału. Od lat 90. do 2006 zasiadał w radzie miejskiej Bełchatowa, przez kilka lat pełniąc funkcję jej przewodniczącego. Członek NSZZ „Solidarność”, był jednym z założycieli Porozumienia Lokalnych Ugrupowań Społecznych PLUS w Bełchatowie.
W 2006 z ramienia Platformy Obywatelskiej został wybrany na radnego sejmiku łódzkiego. W wyborach parlamentarnych w 2007 uzyskał mandat poselski z listy PO. Kandydując w okręgu piotrkowskim, otrzymał 9858 głosów. W 2010 ponownie został wybrany w skład sejmiku województwa łódzkiego, w związku z czym utracił mandat poselski. W 2014 z powodzeniem ubiegał się o reelekcję w wyborach wojewódzkich. W 2018 i 2024 był natomiast wybierany w skład rady powiatu bełchatowskiego.
Otrzymał Brązowy (2002) i Złoty (2011) Krzyż Zasługi.